# Totipotenz
Totipotenz (von lateinisch totus „ganz“ und lat. potentia „Vermögen, Kraft“) bezeichnet die Fähigkeit zur Bildung des Ganzen. 
In der Zellbiologie werden Zellen dann als totipotent bezeichnet, wenn sie die Fähigkeit haben, einen vollständigen bzw. eigenständigen Organismus zu bilden. Beispielsweise, wenn sie in geeigneter Umgebung, wie der Gebärmutter, noch komplette Individuen  entwickeln können. Für die Entwicklung von Säugetieren, auch des Menschen, geht man davon aus, dass embryonale Zellen bis längstens zum 8-Zell-Stadium totipotent sind. In Experimenten mit Primaten ist es bislang jedoch nur in wenigen Fällen gelungen, aus einzelnen Zellen des Vierzellstadiums Tiere zu erzeugen. Die Blastozyste, bestehend aus einer inneren Zellschicht (Embryoblast) und einer äußeren Zellschicht (Trophoblast), stellt einen jungen, aus wenigen Hundert Zellen bestehenden Zellhaufen dar, dessen innere Zellen wegen des Verlustes an Entwicklungspotenz nur noch pluripotent sind.
Vom zellbiologischen Totipotenzbegriff ist der embryologische Begriff der Totipotenz abzugrenzen. Er bezeichnet das Phänomen, dass Embryonen auch nach Entfernung von Teilen oder nach Teilung des Embryos (Embryosplitting) in der Lage sind, wiederum ein Ganzes zu bilden. Klassisches Beispiel dafür ist die Teilung der Keimscheibe bei der regulären Mehrlingsbildung bestimmter Arten.
In der Biologie wurde in den 1960er Jahren (anhand von Kalluskulturen der Weinraute) der Nachweis der Omnipotenz undifferenzierter Zellen im Bereich des Sekundärstoffwechsels geführt.